# Lisseth Orozco
Lisseth Johanna Orozco Pallares (Cúcuta, 1 de septiembre de 1986) es una deportista colombiana que compitió en judo.
Ganó una medalla en los Juegos Panamericanos de 2003 y cuatro medallas en el Campeonato Panamericano de Judo entre los años 2002 y 2007.

## Palmarés internacional
| Juegos Panamericanos    | Juegos Panamericanos            | Juegos Panamericanos | Juegos Panamericanos |
| Año                     | Lugar                           | Medalla              | Categoría            |
| ----------------------- | ------------------------------- | -------------------- | -------------------- |
| 2003                    | Santo Domingo (Rep. Dominicana) | Medalla de bronce    | –48 kg               |
| Campeonato Panamericano |                                 |                      |                      |
| Año                     | Lugar                           | Medalla              | Categoría            |
| 2002                    | Santo Domingo (Rep. Dominicana) | Medalla de bronce    | –48 kg               |
| 2003                    | Salvador (Brasil)               | Medalla de oro       | –48 kg               |
| 2004                    | Isla de Margarita (Venezuela)   | Medalla de bronce    | –48 kg               |
| 2007                    | Montreal (Canadá)               | Medalla de bronce    | –48 kg               |